# Giovanni Cassini
Giovanni Cassini (italià: Giovanni Domenico Cassini)  (Perinaldo, 8 de juny de 1625 - París, 14 de setembre de 1712), o en francès Jean-Dominique Cassini, fou un astrònom genovès, el nom del qual està principalment unit a l'anomenada divisió de Cassini.

## Vida i obra
Cassini va estudiar a l'escola dels jesuïtes de Gènova fins al 1644, quan es va traslladar, per invitació del marquès de Malvasia, al seu castell de Panzano, aprofitant per estudiar a la universitat de Bolonya. El 1650, amb només vint-i-cinc anys, va ser nomenat professor d'astronomia a la universitat de Bolonya, arribant a ser catedràtic. En aquesta ciutat, a la catedral de Sant Petroni, va fer traçar l'immens quadrant que travessa obliquament el sòl de l'església i per mitjà del qual va corregir les taules del moviment del Sol.
El 1665 va descobrir el moviment de rotació de Júpiter al voltant del seu propi eix i va mesurar la seva durada, fent el mateix el 1666 amb el de Mart. Va calcular els períodes rotacionals de Júpiter, Mart i Venus, i el 1668 va elaborar les taules dels moviments dels quatre satèl·lits de Júpiter descoberts per Galileu (Ole Rømer va utilitzar aquests resultats per a calcular la velocitat de la llum).
El 1669 va ser nomenat director de l'Observatori Astronòmic de París, convidat pel ministre francès Colbert. Aquí va descobrir, entre 1671 i 1684, quatre satèl·lits de Saturn (Jàpet, Rea, Tetis i Dione), batejats per ell com a «Ludovici» en honor del «Rei Sol»; i el 1675, va observar una discontinuïtat (detectada 10 anys abans per William Balle) que ara es coneix com a divisió de Cassini.
Va observar durant diversos anys, juntament amb el seu deixeble Fatio, la llum zodiacal i per primer cop, el 1683, va posar en relleu la seva naturalesa extraterrestre i no meteorològica. Va descobrir que l'eix de rotació de la terra no estava situat perpendicularment a l'eclíptica, com s'havia cregut fins llavors, i que les seves posicions successives a l'espai no eren paral·leles entre si; va afegir al satèl·lit de Saturn descobert per Huygens quatre més, i va presentar a l'Acadèmia les seves investigacions sobre el calendari indi. El 1693 va formular les tres lleis empíriques del moviment de la Lluna, avui conegudes com lleis de Cassini.
El seu èxit més important va ser establir el primer càlcul ajustat a les dades d'avui dia (només un 7% per sota del valor actual) de la distància existent entre la Terra i el Sol. Va arribar a aquests resultats mitjançant l'observació de Mart des de París (alhora que Richter feia el mateix des de la Guayana francesa a 10.000 km. de distància). Va calcular la distància de Mart a la Terra i va determinar les distàncies dels altres planetes al Sol (basant-se en la tercera llei de Kepler).
Malgrat els seus grans èxits i la seva precisió en l'observació astronòmica, no va ser un gra teòric que aportés noves idees en els sistemes cosmològics. Per exemple, no va saber apreciar el valor dels Principia de Newton (1686) quan Edmund Halley li va enviar un exemplar dedicat de la primera edició.
Com matemàtic, va tenir un especial interès en els nombres de Fibonacci arribant a formular la fórmula que relaciona el quadrat de qualsevol nombre de Fibonacci amb el producte dels seu successor i antecessor: {\displaystyle {F_{n}}^{2}-F_{n+1}F_{n-1}=-1^{n+1}}, que avui s'anomena identitat de Cassini.
Va morir cec, probablement a causa dels llargs anys dedicats a l'observació del cel, després d'haver dictat la seva autobiografia.
Com a director de l'observatori, el van succeir una dinastia de Cassinis: el seu fill Jacques Cassini, anomenat Cassini II, després d'aquest el seu net Cassini de Thury, Cassini III, i finalment el seu renet Jean-Dominique Cassini, Cassini IV. Les seves obres s'han publicat amb el títol d’Opera Astronòmica.
La sonda espacial Cassini-Huygens, llençada el 1997 per explorar Saturn, fou anomenada en honor seu i de Christiaan Huygens.